# Omicidio di Felani Khatun
Felani Khatun era una ragazza del Bangladesh di 15 anni che è stata colpita e uccisa dalla Border Security Force indiana il 7 gennaio 2011, lungo il confine tra Bangladesh e India.

## Storia
Una fotografia che mostra il cadavere di Felani Khatun appeso a una recinzione di confine fatta di filo spinato è stata ripresa dai media internazionali e la pubblicazione di queste fotografie ha suscitato preoccupazione internazionale. La foto aveva creato vari tumulti in Bangladesh. Dopo un lungo botta e risposta tra i diversi tribunali indiani, il caso è ancora in attesa di giudizio definitivo poiché una piattaforma di attivisti per i diritti umani in India ha lanciato una petizione presso la Corte Suprema del paese chiedendo giustizia e risarcimento per l'uccisione di Felani Khatun. L'avvocato e attivista per i diritti umani Abraham Lincoln, che è stato l'avvocato della famiglia di Felani Khatun dalla parte del Bangladesh negli ultimi 11 anni, ritiene che dopo la pandemia di covid 19 il processo abbia perso slancio. Questo caso è significativo prima dell'attenzione internazionale che raccoglie e dipinge anche un quadro vivido della durata della lotta che le persone che vivono al confine tra Bangladesh e India devono affrontare.